# 兵庫県道572号播磨中央自転車道線
兵庫県道572号播磨中央自転車道線（ひょうごけんどう572ごう はりまちゅうおうじてんしゃどうせん）は兵庫県加東市と加古川市を結ぶ自転車歩行者専用の一般県道である。2014年に未整備区間が整備され、「いこいの村はりま」から「権現ダム」までの13.6kmが開通した。これにより兵庫県道569号加古川右岸自転車道線及び兵庫県道554号姫路明石自転車道線と合わせて約70kmが自転車道で接続された。

## 概要

### 路線データ
- 起点：兵庫県加西市玉野町
いこいの村はりま付近（加西球場北）
- 終点：兵庫県加古川市
権現総合公園付近
- 総延長：25.0km（暫定開通区間13.6km）

## 地理

### 通過する自治体
- （加東市予定）
- 加西市
- 加古川市

### 接続道路
- 兵庫県道569号加古川右岸自転車道線

### 沿線
- （兵庫県立播磨中央公園予定）
- （兵庫県立青野運動公苑予定）
- いこいの村はりま
- 加西球場
- 兵庫県立フラワーセンター
- 権現ダム